# Attagenus latepubescens
Attagenus latepubescens es una especie de coleóptero de la familia Dermestidae.

## Distribución geográfica
Habita en Etiopía y Sudán.